# Raionul Rokîtne, Rivne
Rokîtne (în ucraineană Рокитнівський район, transliterat: Rokîtnivskîi raion) este un raion în regiunea Rivne, Ucraina. Reședința sa este așezarea de tip urban Rokîtne.

## Demografie
Componența lingvistică a raionului Rokîtne
     Ucraineană (99,3%)
     Alte limbi (0,66%)
Conform recensământului din 2001, majoritatea populației raionului Rokîtne era vorbitoare de ucraineană (99,3%), existând în minoritate și vorbitori de alte limbi.